# 투르카나현

투르카나현의 위치.

투르카나현(Turkana County)은 케냐를 구성하는 47개 현 가운데 하나로, 현도는 로드와르이며 면적은 71,597.8km2이고, 인구는 2009년 기준으로 855,399명이다. 또힐 2013년에 실시된 행정 구역 개편에 따라 리프트밸리주에서 분리되어 신설되었다. 그리고 서쪽으로는 우간다, 북쪽과 북동쪽으로는 남수단, 에티오피아와 국경을 접하며, 동쪽으로는 투르카나호, 남쪽으로는 서포코트현과 바링고현, 남동쪽으로는 삼부루현과 접한다.

## 인구
| 연도    | 인구    | ±%      |
| ------- | ------- | ------- |
| 1979    | 142,702 | —       |
| 1989    | 184,060 | +29.0%  |
| 1999    | 450,860 | +145.0% |
| 2009    | 855,399 | +89.7%  |
| 2019    | 926,976 | +8.4%   |
| source: |         |         |

## 같이 보기
- 일레미 삼각지구